# Ferriperbøeite-(La)
La ferriperbøeite-(La) (simbolo IMA: Fpbø-La) è un minerale molto raro del supergruppo della gatelite e, al suo interno, al "gruppo della gatelite"; appartiene alla famiglia dei "silicati" e alla sottofamiglia degli inosilicati, e possiede composizione chimica (CaLa3)(Fe3+Al2Fe2+)(Si2O7)(SiO4)3O(OH)2.

## Etimologia e storia
La ferriperbøeite-(La) deve il proprio nome alla sua relazione con la perbøeite-(La), al suo contenuto di ferro e di lantanio. Il minerale è l'analogo del lantanio della ferriperbøeite-(Ce).

## Classificazione
Essendo stata approvata dall'Associazione Mineralogica Internazionale (IMA) nel 2018, la ferriperbøeite-(Ce) non è elencata nella classica nona edizione della sistematica dei minerali di Strunz, aggiornata dall'IMA fino al 2009.
La ferriperbøeite-(Ce) è presente nell'edizione successiva, proseguita dal database "mindat.org", nella quale il minerale è elencato nella classe "9. Silicati (germanati)" e nella sottoclasse "9.B Sorosilicati"; questa viene ulteriormente suddivisa in base alla coordinazione dei cationi presenti, in modo tale da trovare la ferriperbøeite-(Ce) nella sezione "9.BG Sorosilicati con gruppi misti SiO4 e Si2O7; cationi in coordinazione ottaedrica [6] e superiore", dove forma il sistema nº 9.BG.50 insieme a perbøeite-(La), perbøeite-(Ce), gatelite-(Ce) e ferriperbøeite-(Ce).

## Abito cristallino
La ferriperbøeite-(La) cristallizza nel sistema monoclino nel gruppo spaziale P21/m (gruppo nº 11) con le parametri reticolari a = 8,9458(2) Å, b = 5,7297(1) Å, c = 17,6192(3) Å e β = 115,950(2)°, oltre ad avere 2 unità di formula per cella unitaria.

## Origine e giacitura
La ferriperbøeite-(La) forma noduli di origine metasomatica di contatto, probabilmente formatisi durante la fenitazione di pegmatiti granitiche nell'esocontatto di un'intrusione alcalina. La paragenesi è con allanite-(Ce), allanite-(La), bastnäsite-(Ce), bastnäsite-(La), ferriallanite-(Ce), ferriallanite-(La), ferriperbøeite-(Ce), perbøeite-(Ce), perbøeite-(La), törnebohmite-(Ce) e törnebohmite-(La).
La ferriperbøeite-(La) è rarissima ed è stata trovata solo nella sua località tipo, "Mochalin" (55.81167°N 60.56278°E) presso Kyshtym nell'oblast' di Čeljabinsk (Russia).

## Forma in cui si presenta in natura
La ferriperbøeite-(La) forma granuli anedrali di dimensioni fino a 0,3 mm e aggregati granulari di dimensioni fino a 1,5 mm, oppure in noduli ovoidali concentricamente zonati. Il minerale è traslucido con lucentezza vitrea; il colore è nero-brunastro, mentre quello del suo striscio è marrone.

## Proprietà ottiche
La ferriperbøeite-(La) mostra un debole pleocroismo con colore quasi incolore quando il minerale è in grani sottili o marroncino chiaro in quelli più spessi ({\displaystyle x}) fino al marrone-verdastro (lungo {\displaystyle y} e {\displaystyle z}).